# Product of Imagination
Product of Imagination è il primo album in studio dei Paradox, commercializzato nell'ottobre del 1987 via Roadrunner Records.

## Tracce
1. Opening Theme - 01:24
2. Paradox - 4:16
3. Death, Screaming And Pain - 5:09
4. Product Of Imagination - 7:15
5. Continuation Of Invasion - 2:13
6. Mystery - 5:05
7. Kill That Beast - 4:27
8. Pray To The Godz Of Wrath - 4:44
9. Beyond Space - 4:48
10. Wotan II - 0:18

### Bonus track (ristampa High Vaultage Records)
1. Paradox (live)
2. Death, Screaming And Pain (live)
3. Execution (live)
4. Pray To The Gods Of Wrath (demo)

### Bonus track (ristampa Metal Mind Productions)
1. Paradox (Live)
2. Death, Screaming And Pain (Live)
3. Execution (Live)
4. Pray To The Godz Of Wrath (Demo)
5. Paradox (live video)